# Félines, Ardèche
Félines är en kommun i departementet Ardèche i regionen Auvergne-Rhône-Alpes i sydöstra Frankrike. Kommunen ligger  i kantonen Serrières som ligger i arrondissementet Tournon-sur-Rhône. År 2022 hade Félines 1 874 invånare.

## Befolkningsutveckling
Antalet invånare i kommunen Félines
Referens: INSEE